# Баймурат (Росія)
Баймура́т (рос. Баймурат) — село у складі Адамовського району Оренбурзької області, Росія.

## Географія
Село знаходиться у східній частині регіону, в підзоні типчаково-ковилових степів, на річці Жуса. Вулична мережа складається із трьох географічних об'єктів: вул. Верхня, вул. Набережна та вул. Шкільна. Абсолютна висота 312 метрів над рівнем моря.
Клімат характеризується як різко континентальний з морозною зимою та спекотним літом. Середньорічна температура повітря становить 1,5 °C. Абсолютний максимум температури повітря становить 42 ° С; абсолютний мінімум — −42 °C. Середньорічна кількість атмосферних опадів становить 280—330 мм. При цьому близько 75 % опадів випадає у теплий період. Сніговий покрив тримається в середньому близько 152 днів на рік

## Історія
Аул № 9 відомий із 1926 року. Засновником вважається Турманов Атай. У 1930-ті роки в аулі осідали казахи, що переходили з кочового на осілий спосіб життя.

## Населення
Населення — 182 особи (2010; 247 у 2002).
Національний склад (станом на 2002 рік):
- казахи — 96 %

## Господарство
В селі діє Муніципальний загальноосвітній заклад Баймуратська основна загальноосвітня школа. Особисте підсобне господарство.
Автошлях міжмуніципального значення «Під'їзд до с. Баймурат від а/д Теренсай — Адамовка» (ідентифікаційний номер 53 ВП МОЗ 53Н-0211130).